# Castell de Bargy
El castell de Bargy és una fortalesa normanda situada a prop del poble de Tomhaggard a la baronia de Bargy, comtat de Wexford, Irlanda, a uns 12 quilometres (7.5 mi) al sud-oest de la ciutat de Wexford. El nom Bargy deriva d'Ui Bhairrche, el nom d'una tribu local.
L'edifici és una torre quadrada a la qual s'hi van afegir dues ales en angle recte durant els segles XV i XVII. La torre en si es troba en bon estat, havent estat reformada diverses vegades.

## Història
Des del segle XV, el castell havia estat habitat per la família Rossiter fins al 1667, quan va ser confiscat per Cromwell com a resposta a la presa de posició de Rossiter en la defensa de Wexford. Després va ser concedit a William Ivory, qui el va vendre a la família Harvey. Va arribar després a Beauchamp Bagenal Harvey, el comandant dels insurgents de Wexford a la rebel·lió de Wexford de 1798. Després de la repressió de l'aixecament i de l'execució de Harvey al pont de Wexford, el castell va ser novament confiscat i utilitzat com a caserna fins al 1808, després de la qual cosa va ser retornat a James Harvey, germà de Bagenal. Ell, però, vivia a Londres i va permetre que el castell s'anés deteriorant, però després de la seva mort va passar al conseller John Harvey, que el va restaurar. Va morir el 1880 i està sepultat en un mausoleu davant de la porta del vestíbul. Posteriorment, el castell va ser llogat al senyor Leared, que el va renovar i el va millorar. L'últim membre de la família Harvey que va ser propietari d'aquest castell va ser James Harvey i la seva dona Henrietta. La seva filla, Antoinette Harvey, va néixer al castell l'any 1945.
El castell de Bargy va ser comprat el 1960 pel coronel Charles Davison, pare de Chris de Burgh, i la família es va traslladar al castell l'1 de desembre de 1960. Al cap de tres setmanes de ser-hi, el 18 de desembre, Chris i el seu germà gran Richard Davison van descobrir explosius, incloses barres de gelignita i pólvora, en un passatge secret d'una torre dins del castell mentre estaven explorant. El seu pare va declarar que a jutjar pel document sobre la gelignita, s'havia fet a Glasgow el 1880. El juliol de 1961, es va concedir una llicència a Maeve Davison (nascuda de Burgh) perquè el castell fos gestionat com a un hotel, que ella va dirigir amb el seu marit i el seu pare, Eric de Burgh.